# Defakator
Defakator (prononcé [defɛkatɔʁ]) est un vidéaste français de vulgarisation scientifique et de démystification.
Il est actif sur YouTube, où il promeut le scepticisme et la méthode scientifique en décortiquant des contenus viraux et des fausses informations, traitant de sujets tels que les ovnis, les théories du complot ou les pseudo-sciences.

## Biographie

### Jeunesse et études
Très peu d'informations sur sa vie privée sont connues. On sait néanmoins qu'il est de nationalité française et qu'il est détenteur d'un diplôme d'ingénieur lui ayant donné « une culture scientifique de base » et le goût de chercher la vérité.

### Carrière de vidéaste
Le 21 octobre 2016, il crée sa chaîne YouTube et y publie ses premières vidéos. Il atteint les 50 000 abonnés un an après la création de sa chaîne, les 100 000 abonnés en juin 2018, puis les 200 000 en mai 2019. Afin de créer un contenu plus condensé et plus accessible, il crée le 16 mai 2020 une chaîne secondaire nommée Vite Fait où il publie des extraits de vidéos de cinq minutes issues de sa chaîne principale.
En 2018, le Ministère de la culture français recense Defakator parmi « 350 chaînes YouTube culturelles et scientifiques francophones potentiellement adaptées à un usage éducatif, sélectionnées pour la qualité de leur contenu ».
La chaîne principale Defakator figure au nombre des chaînes YouTube françaises sélectionnées par la Bibliothèque nationale de France qui en collecte et en archive les vidéos, au titre du dépôt légal, dans le cadre des Archives de l'Internet.

### Personnage
À ses débuts, Defakator ne portait que son costume noir. C'est dans sa vidéo sur l'énergie libre qu'il arbore pour la première fois son fameux masque en forme de symbole infini. Il lui arrive de porter un autre masque, plus grand, d'inspiration steampunk. Il modifie également sa voix afin de rester anonyme sur internet, notamment pour protéger ses enfants,. En effet, il reçoit régulièrement des messages de haine l'accusant d’appartenir à la franc-maçonnerie, ou d’être payé par des agences gouvernementales comme la NASA,.
Le personnage de Defakator fait figure de super-héros de l’esprit critique, comme le laissent présager son pseudonyme et son costume. Ses vidéos sont généralement longues, allant d'une vingtaine de minutes à plus d'une heure. À caractère informatif, voire éducatif, elles sont également humoristiques, notamment grâce aux interventions de l'Ami du bon goût, qui joue le rôle du comparse simplet et qui incarne souvent les croyances irrationnelles que Defakator tente de débunker. 

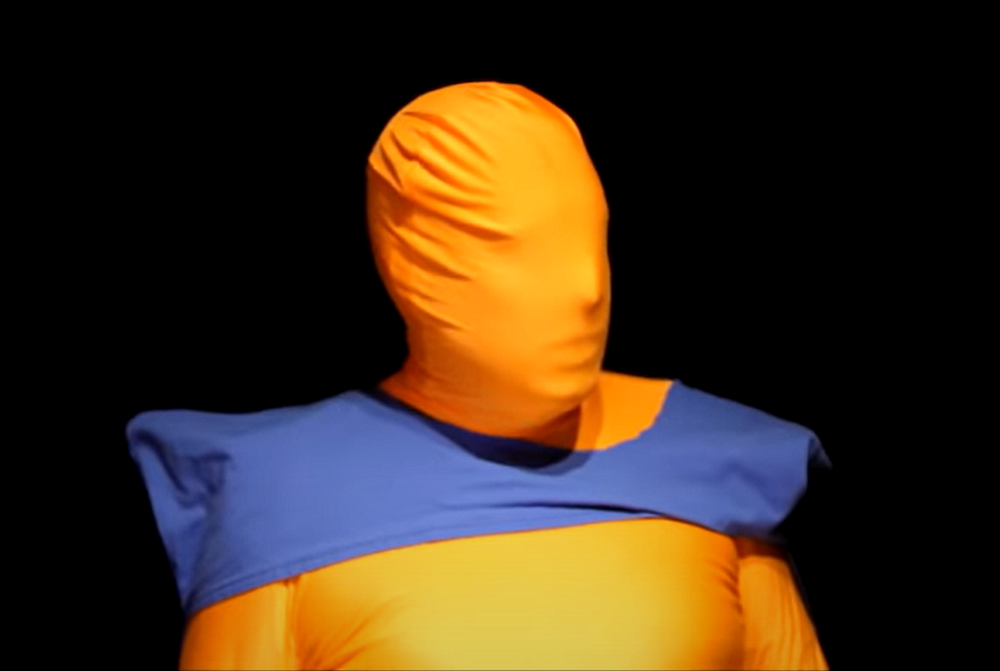
L'Ami du bon goût en 2018, vêtu de son costume orange et de sa cape bleue.

## Travaux

### Création d'un cercle de culture

Motif de l'agroglyphe de Sarraltroff.

Le 8 juin 2018, à l'initiative d'Arnaud Thiry (AstronoGeek), Defakator se joint à plusieurs vidéastes zététiciens (entre autres Thomas C. Durand de La Tronche en biais, Christophe Michel de Hygiène mentale et Un Monde Riant) et à trois cadreurs pour réaliser un cercle de culture (ou crop circle) à Sarraltroff, en Moselle. Leur objectif est de mettre à l'épreuve la crédibilité et la méthodologie de ceux qui prétendent que les crop circles sont des créations extraterrestres. L'information est relayée à la télévision par France 3 Grand Est et la supercherie est révélée deux mois plus tard,, lorsque les vidéastes ayant participé au projet postent simultanément une ou plusieurs vidéos sur leur chaîne respective, révélant qu'ils sont à l'origine du crop circle.